# Tellin' Stories
Pour l'album de Tracy Chapman, voir Telling Stories.
Albums de The Charlatans
The Charlatans
(1995) Melting Pot
(1998)
Tellin' Stories est un album de The Charlatans, sorti en 1997.

## L'album
L'organiste Rob Collins meurt dans un accident de voiture pendant l'enregistrement de l'album. Le dernier titre, Rob's Theme, qui inclut un enregistrement de sa voix à l'âge de trois ans, lui rend hommage. L'album prend la tête des charts britanniques du 3 au 16 mai 1997. Il fait partie des 1001 albums qu'il faut avoir écoutés dans sa vie. 

### Titres
Tous les titres sont crédités au nom du groupe. 
1. With No Shoes (4:42)
2. North Country Boy (4:04)
3. Tellin' Stories (5:13)
4. One to Another (4:29)
5. You're a Big Girl Now (2:49)
6. How Can You Leave Us (3:45)
7. Area 51 (3:36)
8. How High (3:05)
9. Only Teethin' (5:19)
10. Get on It (5:56)
11. Rob's Theme (3:54)

### Musiciens
- Tim Burgess : voix, harmonica
- Mark Collins : guitares
- Rob Collins : mellotron, orgue, piano
- Martin Duffy : mellotron, orgue, piano
- Martin Blunt : basse
- Jon Brookes : batterie